# HMG-CoA-reductază
HMG-CoA reductază (3-hidroxi-3-metil-glutaril-coenzima A reductază, simbol oficial HMGCR) este enzima care controlează viteza (dependentă de NADH, EC 1.1.1.88; dependentă de NADPH, EC 1.1.1.34) formării mevalonatului cât și calea metabolică care produce colesterol și alți izoprenoizi. HMGCR catalizează conversia HMG-CoA în acid mevalonic aceasta fiind o etapă necesară în biosinteza colesterolului.
În mod normal, în celulele de mamifere, această enzimă este suprimată competitiv, astfel încât efectul său este controlat. Această enzimă este ținta medicamentelor care scad colesterolul pe scară largă, cunoscute colectiv sub numele de statine, care ajută la tratarea dislipidemiei.
HMG-CoA reductaza este ancorată în membrana reticulului endoplasmatic și a fost mult timp considerată ca având șapte domenii transmembranare, cu situsul activ situat într-un domeniu carboxil terminal lung în citosol. Dovezi mai recente arată că acesta conține opt domenii transmembranare.[5]
La om, gena pentru HMG-CoA reductază (NADPH) este localizată pe brațul lung al celui de-al cincilea cromozom (5q13.3-14).[6] Enzimele înrudite care au aceeași funcție sunt prezente și la alte animale, plante și bacterii.